# Robert Sharp
Robert Phillip Sharp (24 de junho de 1911 – 25 de maio de 2004) foi um especialista em superfícies geológicas da Terra e de Marte. Sharp foi diretor da divisão de ciências geológicas do Instituto de Tecnologia da Califórnia, de 1952 a 1968.[carece de fontes?]